# Sjösala vals
"Sjösala vals" er en svensk sang, skrevet af Evert Taube i Rejmyre i 1941. Taube ville "besjunga skönheten och glädjen som kriget hotar att förgöra" ("besynge skønheden og glæden som krigen truer med at ødelægge").
Sjösala er familien Taubes sommerhus i Hölö i Stavsnäs i Stockholms skærgård. Beskrivelsen af familien Taubes skærgårdsliv er et billede på den svenske sommerferie. Sangteksten ("Rönnerdahl han skuttar med ett skratt ur sin säng...") beskriver Rönnerdahls sommerglæde. I 1969 blev Sjösala brændt af den sindsforvirrede Mona Wallén-Hjerpe.